# Elisabeth Moss
Elisabeth Singleton Moss (Los Angeles, 24 de julho de 1982) é uma atriz, diretora de TV e produtora norte-americana, conhecida por seus papéis em diversas séries de televisão. Entre 1999 e 2006 interpretou Zoey Bartlet em 25 episódios da série The West Wing da NBC, porém Moss ficou mais conhecida por interpretar a secretária Peggy Olson na série Mad Men do AMC, pela qual foi nomeada cinco vezes para o Emmy do Primetime de melhor atriz em série dramática e ganhou, juntamente com o resto do elenco da série, dois Prémios Screen Actors Guild de Melhor Elenco em Série Dramática. Desde 2017, Moss interpreta June Osborne na série The Handmaid's Tale da Hulu, pela qual foi aclamada pela crítica por sua atuação e ganhou dois Emmys, um na categoria de Melhor Atriz em Série Dramática e outro como produtora na categoria de Melhor Série Dramática.

## Início de vida

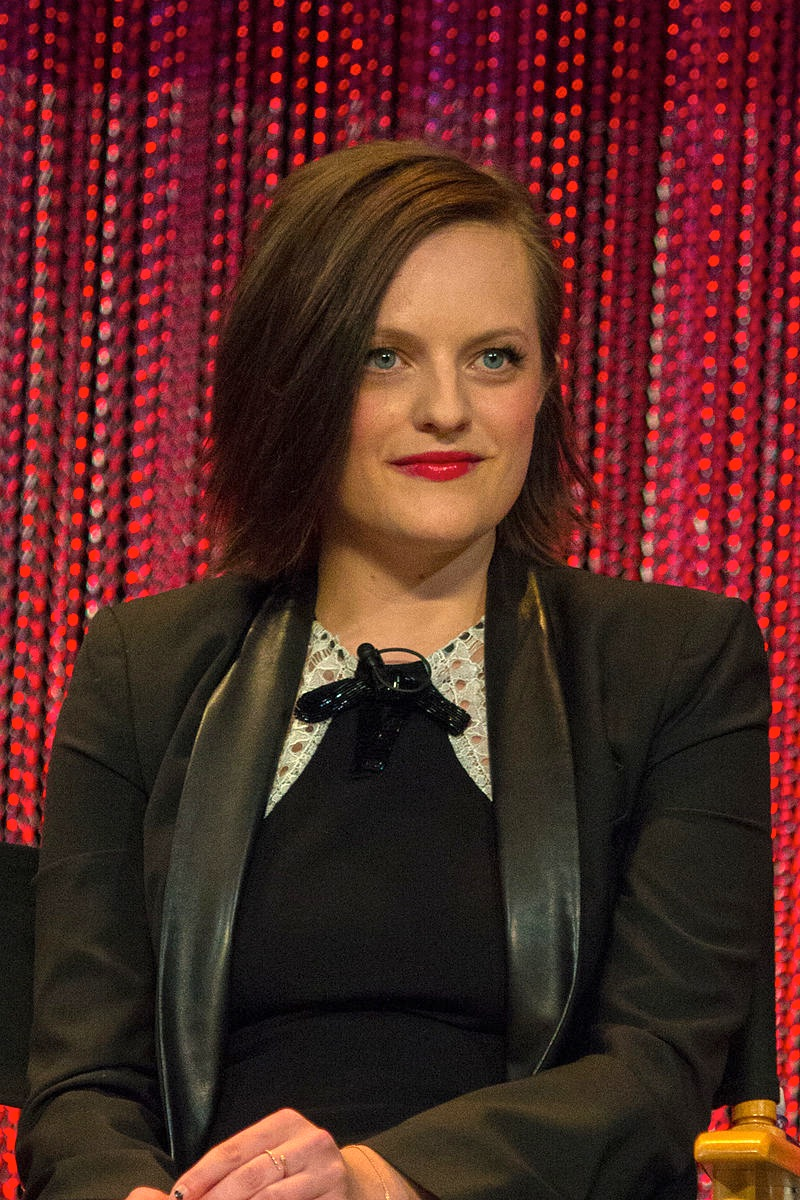
Moss em 2014.

Elisabeth Moss nasceu e foi criada em Los Angeles, Califórnia, filha de Ron e Linda Moss, ambos músicos; sua mãe toca jazz e blues gaita profissionalmente. Moss tem um irmão mais novo. Ela foi criada como cientologista.  Seu pai é inglês. Sua mãe é parcialmente descendente de suecos.
Inicialmente, Moss tinha aspirações de se tornar uma dançarina profissional. Em sua adolescência, ela viajou para a cidade de Nova York para estudar balé na School of American Ballet, após o qual estudou com Suzanne Farrell no Kennedy Center em Washington, D.C. Moss continuou a estudar dança ao longo de sua adolescência, mas começou a conseguir papéis de atriz também.  Para gerenciar sua educação e carreira, ela começou a estudar em casa e se formou em 1999.

## Vida pessoal
Moss possui cidadania britânica e americana.
Ela conheceu Fred Armisen em outubro de 2008, e eles ficaram noivos em janeiro de 2009, se casando em 25 de outubro de 2009, em Long Island City, Nova York. Eles se separaram em junho de 2010, e em setembro de 2010, Moss pediu o divórcio, que foi finalizado em 13 de maio de 2011.
Moss pratica Cientologia e identifica-se como feminista. Depois que um fã questionou se seu papel na série do Hulu The Handmaid's Tale a fez pensar sobre seu envolvimento com a Igreja da Cientologia, Moss defendeu suas crenças no Instagram, escrevendo que a ideia de que Gilead na série e Cientologia "acreditam que todas as fontes de fora estão erradas ou são más", como o fã descreveu, "na verdade não é verdade ". Ela continuou, "Liberdade e tolerância religiosa e compreensão da verdade e dos direitos iguais para todas as raças, religião e credo são extremamente importantes para mim."

## Filmografia

### Filmes
| Ano  | Título                          | Papel               | Notas               |
| ---- | ------------------------------- | ------------------- | ------------------- |
| 1991 | Suburban Commando               | Menina              |                     |
| 1993 | Once Upon a Forest              | Michelle            | Voz                 |
| 1993 | Recycle Rex                     | Unknown             | Voz; Curta-metragem |
| 1994 | Imaginary Crimes                | Greta Weiler        |                     |
| 1995 | Separate Lives                  | Ronni Beckwith      |                     |
| 1995 | The Last Supper                 | Jenny Tyler         |                     |
| 1997 | A Thousand Acres                | Linda               |                     |
| 1998 | Angelmaker                      | Little Turcott      | Curta-metragem      |
| 1999 | The Joyriders                   | Jodi                |                     |
| 1999 | Mumford                         | Katie Brockett      |                     |
| 1999 | Anywhere but Here               | Rachel              |                     |
| 1999 | Girl, Interrupted               | Polly 'Torch' Clark |                     |
| 2002 | West of Here                    | Cherise             |                     |
| 2002 | Heart of America                | Robin Walters       |                     |
| 2003 | Temptation                      | Wind / Morgan       |                     |
| 2003 | Virgin                          | Jessie Reynolds     |                     |
| 2003 | The Missing                     | Anne                |                     |
| 2005 | Bittersweet Place               | Paulie Schaffer     |                     |
| 2007 | The Attic                       | Emma Callan         |                     |
| 2007 | They Never Found Her            | Anna                | Curta-metragem      |
| 2007 | Day Zero                        | Patricia            |                     |
| 2007 | Honored                         | Katie               | Curta-metragem      |
| 2008 | El camino                       | Lily                |                     |
| 2008 | New Orleans, Mon Amour          | Hyde                |                     |
| 2009 | Did You Hear About the Morgans? | Jackie Drake        |                     |
| 2010 | A Buddy Story                   | Susan               |                     |
| 2010 | Get Him to the Greek            | Daphne Binks        |                     |
| 2011 | Green Lantern: Emerald Knights  | Arisia Rrab         | Voz                 |
| 2012 | Smoking/Non-Smoking             | Diana Whelan        |                     |
| 2012 | Darling Companion               | Grace Winter        |                     |
| 2012 | On the Road                     | Galatea Dunkel      |                     |
| 2014 | Listen Up Philip                | Ashley              |                     |
| 2014 | The One I Love                  | Sophie              |                     |
| 2015 | Queen of Earth                  | Catherine           | Produtora           |
| 2015 | Meadowland                      | Shannon             |                     |
| 2015 | Truth                           | Lucy Scott          |                     |
| 2015 | High-Rise                       | Helen Wilder        |                     |
| 2016 | The Free World                  | Doris Lamb          |                     |
| 2016 | Chuck                           | Phyllis Wepner      |                     |
| 2017 | Mad to Be Normal                | Angie Wood          |                     |
| 2017 | The Square                      | Anne                |                     |
| 2018 | The Seagull                     | Masha               |                     |
| 2018 | The Old Man & the Gun           | Dorothy             |                     |
| 2018 | Her Smell                       | Becky Something     | Produtora           |
| 2019 | Light of My Life                | Mãe                 |                     |
| 2019 | Us                              | Kitty Tyler/Dahlia  |                     |
| 2019 | The Kitchen                     | Claire Walsh        |                     |
| 2020 | Shirley                         | Shirley Jackson     |                     |
| 2020 | The Invisible Man               | Cecilia Kass        |                     |
| 2021 | The French Dispatch             | Alumna              |                     |
| TBA  | Next Goal Wins                  |                     |                     |

### Televisão
| Ano        | Título                                          | Papel                        | Notas                                  |
| ---------- | ----------------------------------------------- | ---------------------------- | -------------------------------------- |
| 1990       | Bar Girls                                       | Robin                        | Filme televisivo                       |
| 1990       | Lucky Chances                                   | Lucky - 6 anos               | 3 episódios                            |
| 1991       | Prison Stories: Women on the Inside             | Little Molly                 | Filme televisivo                       |
| 1991       | Anything But Love                               | Desconhecido                 | Episódio: "A Tale of Two Kiddies"      |
| 1992       | Midnight's Child                                | Christina                    | Filme televisivo                       |
| 1992       | Frosty Returns                                  | Holly DeCarlo                | Voz; Curta televisivo                  |
| 1992       | It's Spring Training, Charlie Brown             | Girl Player                  | Voz; Curta televisivo                  |
| 1992–1995  | Picket Fences                                   | Cynthia Parks                | 7 episódios                            |
| 1993       | Batman: The Animated Series                     | Kimmy Ventrix                | Voz; Episódio: "See No Evil"           |
| 1993       | Johnny Bago                                     | Agnes                        | Episódio: "Hail the Conquering Marrow" |
| 1993       | Animaniacs                                      | Katrina                      | Voz, 2 episódios                       |
| 1993       | Gypsy                                           | Bebê Louise                  | Filme televisivo                       |
| 1995       | Escape to Witch Mountain                        | Anna                         | Filme televisivo                       |
| 1995       | Freakazoid!                                     | Kathy/Additional             | Voz; 2 episódios                       |
| 1999       | Earthly Possessions                             | Mindy                        | Filme televisivo                       |
| 1999–2006  | The West Wing                                   | Zoey Bartlet                 | 25 episódios                           |
| 2001       | Spirit                                          | Kelly                        | Filme televisivo                       |
| 2003       | The Practice                                    | Jessica Palmer               | Episódio: "Rape Shield"                |
| 2005       | Law & Order: Trial by Jury                      | Katie Nevins                 | Episódio: "Baby Boom"                  |
| 2005–2006  | Invasion                                        | Christina                    | 5 episódios                            |
| 2006       | Law & Order: Criminal Intent                    | Rebecca Colemar              | Episódio: "The Good"                   |
| 2007       | Grey's Anatomy                                  | Nina Rogerson                | Episódio: "My Favorite Mistake"        |
| 2007       | Medium                                          | Haley Heffernan/Jennie       | Episódio: "No One to Watch Over Me"    |
| 2007       | Ghost Whisperer                                 | Nikki Drake                  | Episódio: "Unhappy Medium"             |
| 2007–2015  | Mad Men                                         | Peggy Olson                  | 88 episódios                           |
| 2008       | Fear Itself                                     | Danny Bannerman              | Episódio: "Eater"                      |
| 2008       | Saturday Night Live                             | Peggy Olson                  | Episódio: "Jon Hamm/Coldplay"          |
| 2009       | Mercy                                           | Lucy Morton                  | Episódio: "The Last Thing I Said Was"  |
| 2013, 2017 | Top of the Lake                                 | Robin Griffin                | 12 episódios                           |
| 2013       | The Simpsons                                    | Gretchen                     | Voz; Episódio: "Labor Pains"           |
| 2017–2025  | The Handmaid's Tale                             | June Osborne/Offred/Ofjoseph | 36 episódios; produtora                |
| 2020       | A West Wing Special to Benefit When We All Vote | Ela mesma                    | Especil da HBO Max                     |
| 2022       | Shining Girls                                   | Kirby Mazrachi               | Diretora e produtora executiva         |

### Teatro
| Ano  | Título               | Papel                  | Local                             |
| ---- | -------------------- | ---------------------- | --------------------------------- |
| 2002 | Franny's Way         | Jovem Franny - 17 Anos | Linda Gross Theater, Off-Broadway |
| 2008 | Speed-the-Plow       | Karen                  | Ethel Barrymore Theatre, Broadway |
| 2011 | The Children's Hour  | Martha Dobie           | The Comedy Theatre, West End      |
| 2015 | The Heidi Chronicles | Heidi Holland          | Music Box Theatre, Broadway       |